# Березин, Алексей Андрианович
Алексей Андрианович Березин (1870—1914) — полковник, герой Первой мировой войны.
Родился 8 марта 1870 года. Образование получил во 2-м Московском кадетском корпусе (1888) и во 2-м Константиновском военном училище (1890), из которого выпущен 21 августа 1890 года подпоручиком в 41-ю артиллерийскую бригаду.
10 августа 1893 года произведён в поручики, позже служил в 22-й артиллерийской бригаде.
Пройдя курс наук в Николаевской академии Генерального штаба (1896—1999), Березин 13 июля получил чин штабс-капитана и 2 июня 1899 года — капитана. 26 ноября 1899 года он был назначен старшим адъютантом штаба 12-й пехотной дивизии. 20 июля 1900 года назначен обер-офицером для особых поручений при штабе 11-го армейского корпуса, причём с 15 ноября 1900 года по 13 декабря 1901 года отбывал цензовое командование ротой в лейб-гвардии Московском полку.
27 февраля 1904 года назначен старшим адъютантом штаба Киевского военного округа, а через месяц, 28 марта, был произведён в подполковники. Когда началась русско-японская война Березин подал рапорт о переводе его в действующую армию. За отличия против японцев он в 1905 году был награждён орденами св. Анны 3-й степени с мечами и бантом и св. Владимира 4-й степени с мечами и бантом. С 27 декабря 1905 года состоял штаб-офицером для особых поручений при штабе 7-го Сибирского армейского корпуса.
В начале 1907 года Березин около двух месяцев состоял при штабе 1-го Кавказского армейского корпуса, после чего 11 марта был переведён на должность штаб-офицера при управлении 3-й Сибирской пехотной резервной бригады. 13 апреля 1908 года произведён в полковники. С 12 мая по 20 сентября 1909 года он проходил цензовое командование батальоном в 165-м пехотном Луцком полку.
26 июля 1910 года Березин был назначен начальником штаба 11-й Сибирской стрелковой дивизии, а 19 января 1914 года получил в командование 43-й Сибирский стрелковый полк. Во главе этого полка он встретил начало Первой мировой войны. Полк А. А. Березина отличился 29 октября 1914 г. в бою за дер. Куркау. Погиб в бою под Сольдау в Восточной Пруссии, 24 ноября 1914 года. Высочайшим приказом от 7 апреля 1915 года он был посмертно награждён орденом св. Георгия 4-й степени.
Оставил примечательный фотоархив.

## Награды
Среди прочих наград Березин имел ордена:
- Орден Святого Станислава 3-й степени (1902 год)
- Орден Святой Анны 3-й степени с мечами и бантом (1905 год)
- Орден Святого Владимира 4-й степени с мечами и бантом (1905 год)
- Орден Святого Станислава 2-й степени (1906 год)
- Орден Святой Анны 2-й степени (12 февраля 1912 года)
- Орден Святого Владимира 3-й степени (7 апреля 1914 года, 23 марта 1915 года пожалованы мечи к этому ордену)
- Орден Святого Георгия 4-й степени (7 апреля 1915 года)